# Chine (Epcot)
Pour les articles homonymes, voir Chine (homonymie).

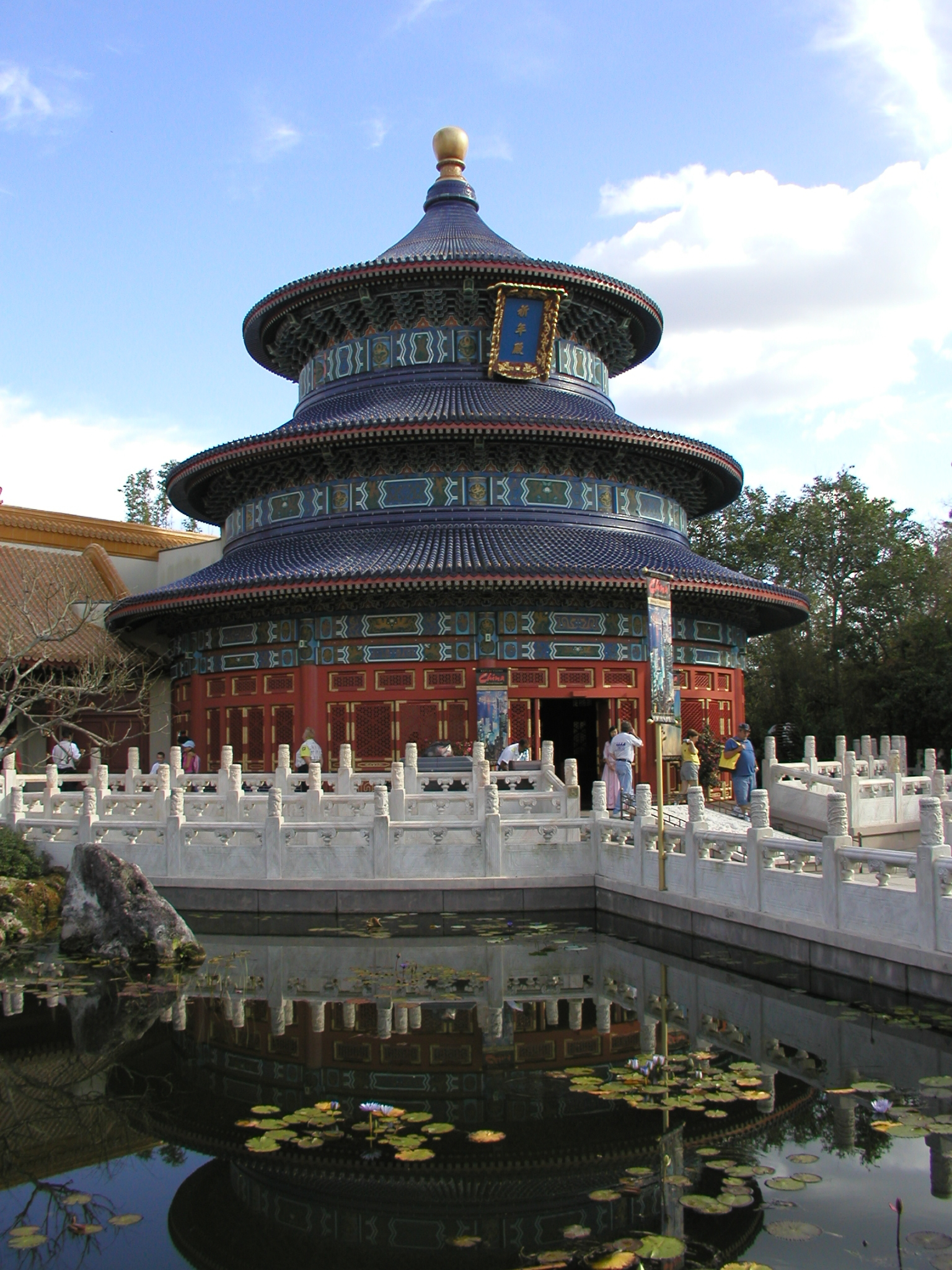
Le Temple du Ciel, entrée du pavillon chinois.

Le pavillon de la Chine fait partie du World Showcase dans le parc à thème Epcot de Walt Disney World Resort situé à Orlando dans l'État de Floride aux États-Unis.
Les visiteurs entrent dans le pavillon de la Chine à EPCOT par un large portique, il marque l'entrée de la reconstitution de deux hauts lieux de Pékin. Le premier élément est le palais impérial ou Cité interdite avec le portique du Zhao Yang Men (Porte du Soleil d'or).
Le second élément est situé derrière le portique. Une esplanade et un étang traversé par un pont poussent le regard (ou les pas) à se diriger vers un bâtiment en rotonde. C'est une reproduction à l'échelle un demi de la Salle des Prières pour une Gracieuse Récolte (Hall of Prayer for Good Harvest ou Qi Nian Dian) au sein du Temple du ciel (Temple of Heaven ou Tian Tan) de Pékin construit en 1420. C'est l'entrée de l'attraction Reflections of China, un film en Circle-Vision 360° sur l'histoire et la beauté de la Chine. Le film est projeté dans une importante salle située derrière la rotonde. Le bâtiment avec ses quatre colonnes centrales représentant les saisons, ses douze colonnes extérieures pour les mois, les rotondes circulaires représentent le ciel tandis que le rouge et l'or évoquent le bonheur de l'empereur. La sortie de l'attraction, évoquant la Xing Fu Jie  (la Rue de la Bonne Fortune) a été réduite intentionnellement afin de récréer l'effet de foule des rues de Pékin.
Derrière la rotonde et le long de la file d'attente pour le film, la Maison des Saules chuchotant accueille des expositions temporaires: 
- Talent artistique à travers les âges (jusqu'en 1989) proposait une collection d'objets du XVIIIe siècle
- Dragon, Maître des ventes et marées (1990 à 1995) sur les dragons
- Pays au nombreux visages (depuis 1996) sur les différentes populations ethniques chinoises

Le reste du pavillon se trouve au nord de l'étang et de la rotonde. Ce sont des bâtiments reproduisant l'architecture traditionnelle chinoise de l'époque Ming aux toits inclinés. Ils accueillent deux restaurants et une énorme boutique:
- Le Nine Dragons Restaurant un restaurant traditionnel mais avec tables et chaises. Malgré la popularité de la cuisine chinoise, aucun restaurant chinois n'était présent à l'ouverture du pavillon, celui-ci n'a ouvert qu'en 1985[2].
- Le Lotus Blossom Cafe, une forme plus proche de la restauration rapide
- Yong Feng Shangdian ou la Généreuse Récolte est une boutique d'articles chinois située derrière les restaurants le long de l'attraction.